# Vozvraščenie Svjatogo Luki
Vozvraščenie Svjatogo Luki (Возвращение «Святого Луки») è un film del 1970 diretto da Anatolij Alekseevič Bobrovskij.